# Vrčice
Vrčice – wieś w Słowenii, w gminie Semič. W 2018 roku liczyła 56 mieszkańców.